# Астахов Олег Юрійович
Олег Юрійович Астахов (рос. Олег Юрьевич Астахов); (3 червня 1954 — 3 січня 2025) — російський дипломат. Генеральний консул Російської Федерації у Львові (Україна) (2011-2019).

## Біографія
Народився 3 червня 1954 року в селі Петровське Шатурського району Московської області. У 1978 році закінчив Бухарестський інститут архітектури ім. Іона Минку, Дипломатичну академію МЗС Росії (1992). Володіє румунською, угорською та німецькою мовами.
З 1978 року на дипломатичній роботі в Міністерстві іноземних справ СРСР. Працював на різних дипломатичних посадах в центральному апараті Міністерства та за кордоном.
В 2001–2005 роках виконував обов'язки співкерівника від Російської Федерації в Об'єднаній Контрольній Комісії з проведення Миротворчої операції в Придністровському регіоні Республіки Молдова.
У 2006–2007 рр. — Радник-посланник посольства Росії в Молдові.
З жовтня 2007 року — начальник відділу у Другому Департаменті країн СНД.
З 22 березня 2011 рр. — Генеральний консул Російської Федерації в українському місті Львів.